# Patrik Baboumian
Patrik Baboumian (persan : پاتریک بابومیان, arménien : Պատրիկ Բաբումեան), né le 1er juillet 1979 à Abadan en Iran, est un sportif de double nationalité allemande et iranienne, d'origine arménienne. En 2011 il remporte le titre d'homme le plus fort d’Allemagne durant le championnat de Sport de force (anglais : strongman).
Patrik Baboumian est végétalien.

## Régime végétarien puis végétalien
Il est devenu en 2006 végétarien, puis en 2011 végétalien. Il dit avoir éliminé certaines carences alimentaires de sa période végétarienne depuis qu'il est devenu végétalien et que sa masse musculaire s'est mis à augmenter plus rapidement depuis. Il dit également que son régime utilise notamment des aspects de celui de son enfance en Iran, pour son apport protéinique, avec beaucoup de riz (principalement riz basmati blanc et lentilles, traditionnels de la cuisine iranienne), mais aussi riz brun et pois de différentes sortes. Il absorbe une importante partie sous forme liquide afin de pouvoir l'absorber et assimiler plus rapidement lorsque son organisme n'a pas faim.

## Biographie
En 1994, alors âgé de 15 ans, Baboumian commence l’haltérophilie. Encouragé par son partenaire de sport, Pierre Lamely, il participe à sa première compétition de culturisme et devient champion des cadets hessois dans la catégorie poids moyen et termine quatrième au championnat allemand international. L’année suivante, il atteint les 84 kg après une prise de poids de 10 kg, par conséquent il change de catégorie. Il obtient une nouvelle fois le titre hessois et, une semaine plus tard, devient champion allemand des cadets catégorie poids lourds. Il obtient ensuite le titre toutes catégories confondues.
En 2006, il participe pour la première fois aux championnats de sport de force et améliore le record de soulevé du billot de 2004 de près de 15 kg. Depuis le 11 août 2007, il détient le titre de « L’homme plus fort d’Allemagne » (catégorie -105 kg). Il détient aussi le record allemand de soulevé de billot dans la catégorie -105 kg.
En 2007, il se place 14e lors du championnat de l'IFSA (en) dans la catégorie poids léger à Panyu (Chine) et, en 2009, pulvérise le record existant en soulevé du billot (catégorie -105 kg). Il parvient à soulever un billot pesant 162,5 kg au premier championnat allemand de log lift (levé de bûches), ce qui lui a permis de remporter la victoire générale. Lors de la finale de championnat allemand de log lift, la coupe allemande à Waging am See, il relève ce record à 165 kg et obtient une nouvelle fois le titre « L’homme plus fort (catégorie -105 kg). »
Au championnat du monde de 2009, il termine 9e (catégorie -105 kg) et devient le premier poids léger allemand à entrer dans le Top 10 d’un championnat du monde de sport de force. Le 12 février 2012, à Vilnius, il se place en 4e position du championnat du monde de soulevé du billot ce qui constitue son meilleur résultat et, en août 2011, consolide sa victoire en classe ouverte lors du championnat allemand de sport de force au second essai. Il devient par conséquent « L’homme le plus fort d’Allemagne 2011 »,.

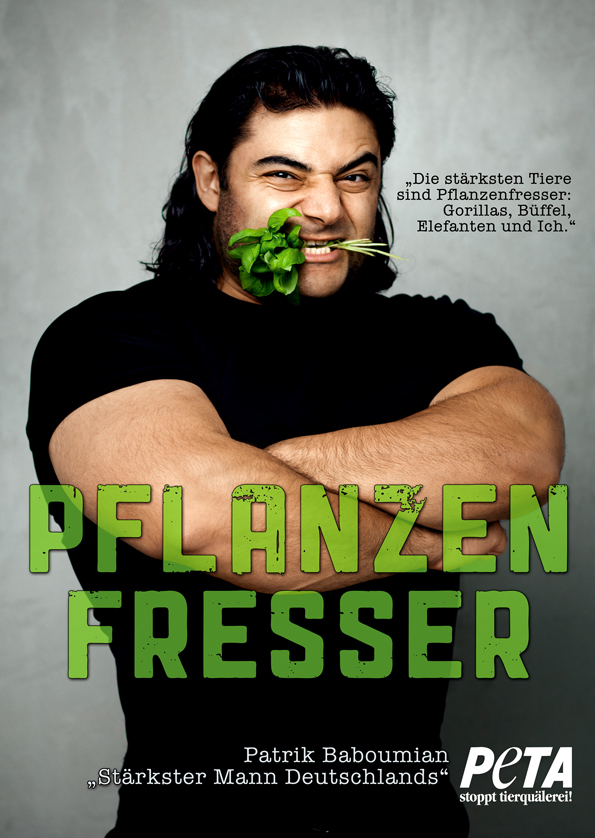
Patrik Baboumian en 2011 sur une affiche pour PETA.

En novembre 2011, il devient le nouveau visage de la campagne de l’association de défense des droits des animaux PETA et apparait dans une publicité intitulée « Pflanzenfresser », (herbivore en français), mettant en avant le régime alimentaire végétalien. Patrik Baboumian lui-même végétarien depuis 2006, deviendra végétalien en 2011.
Le 8 septembre 2013, au festival végétarien de Toronto, Baboumian transporte un poids de 550 kg sur 10 mètres ce qui constituerait, selon les organisateurs, un record mondial (en cours de vérification par le Guinness Book),,.
Il s'entraîne notamment en lançant d'une main des machines à laver sur des terrains vagues.

### Vie privée
Patrik Baboumian perd son père à l'âge de quatre ans, à la suite d'un accident de voiture. Sa mère était une athlète célèbre en Iran. Il est diplômé en psychologie à Marbourg et vit à Potsdam.

## Mensurations et meilleures performances
(Statut 2012)
- Taille : 1,71 m
- Poids : 125 kg
- Circonférence du bras : 50 cm
- Développé couché : 215 kg
- Flexion sur jambes : 360 kg
- Soulevé de terre: 360 kg

## Palmarès

### Titres et records
- 1999 : Champion allemand international des cadets de culturisme
- 2007 : Champion allemand -105 kg Strongman- GFSA
- 2009 : Champion allemand -105 kg Strongman- GFSA
- 2009 : L’équipe championne allemande Strongman GFSA
- 2009 : Champion allemand et grand gagnant du soulevé du billot
- 2011 : record allemand soulevé du billot (185 kg)
- 2011 : Champion allemand et grand gagnant soulevé du billot -GFSA
- 2011 : Record allemand : soulevé du tonneau de bière (13 répétitions)
- 2011 : L’homme plus fort d’Allemagne 2011
- 2012 : Champion européen de levé de poids dans la catégorie –140 kg (GPA)[7]
- 2013 : Record du monde de marche-joug (yoke-walk), 550,2 kg sur 10 m à Toronto[8],[9]
- 2015 : Record du monde de marche-joug (yoke-walk), 560 kg pendant 28 secondes[10]

### Championnats du monde
- 2007 (Chine) : 14e
- 2009 (Ukraine) : 9e
- 2010 (États-Unis) : 23e
- 2011 (Lituanie) (soulevé de billot) : 4e
- 2011 (États-Unis) : 14e